# Black Africa
Der Black Africa Sports Club, kurz Black Africa S.C., ist ein 1986 gegründeter Sportverein aus Windhoek in Namibia. Der Name geht auf das damals von den Europäern bezeichnete Subsahara-Afrika zurück. Der Club wurde 1964 (im Vereinslogo wird 1986 genannt) von Joseph Goagoseb gegründet.

## Fußball
Die Fußballabteilung von Black Africa führt den Namen Black Africa, selten auch Black Africa FC und ist mit elf Meisterschaftstiteln Rekordmeister Namibias. Trainer ist seit dem 1. Januar 2015 Ronnie Kanalelo. In der Saison 2022/23 stieg der Verein erstmals ab. Der direkte Wiederaufstieg aus der Namibia First Division misslang mit dem neunten Rang. Eine Saison später stieg der namibische Rekordmeister, als Tabellenvorletzter, in die dritte Liga ab.

## Erfolge
- Namibischer Fußballmeister: 1987, 1989, 1994, 1995, 1998, 1999, 2011, 2012, 2013, 2014, 2019
- Namibischer Pokalsieger: 1990, 1993, 2004
- Super-Cup: 2014
- MTC Christmas Cup: 2001, 2002, 2003, 2004

### Internationale Teilnahmen
- CAF Champions League: 1996, 2000
- African Cup Winners’ Cup: 1991, 1994